# O’Donoghue’s Pub
O’Donoghue’s Pub (eigentlich: O’Donoghue’s Bar) ist einer der berühmtesten Pubs von Dublin, Irland. Er liegt in der Merrion Row 15, in der Nähe von St. Stephen’s Green im Süden der Stadt.

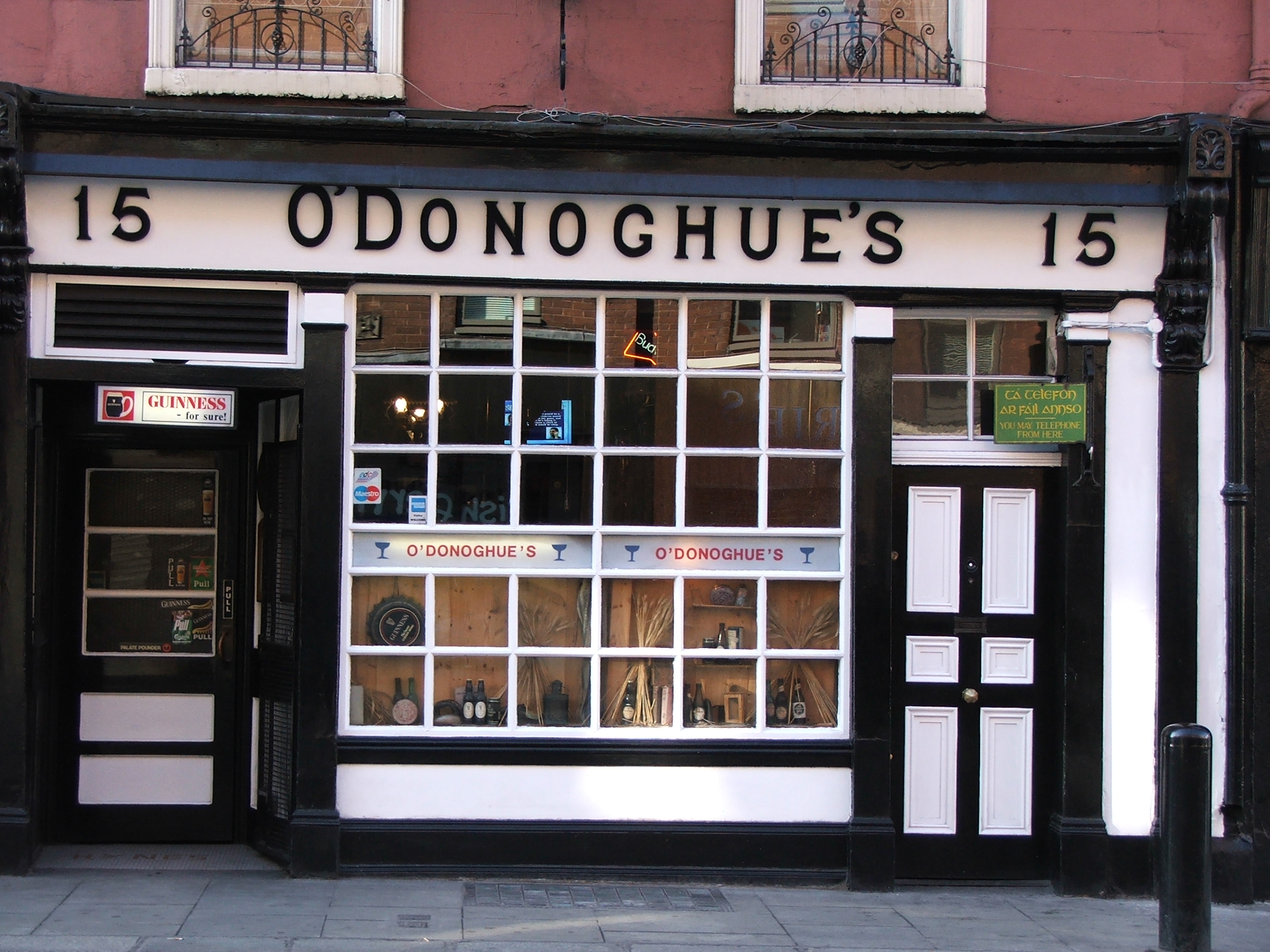
Außenansicht

Im Jahre 1789 ursprünglich als Lebensmittelgeschäft errichtet, wurde er 1934 nach der Übernahme durch die O'Donoghue-Familie ganz zum Pub. Der Pub ist eng verknüpft mit traditioneller irischer Musik. So hat sich zum Beispiel die bekannte irische Folkband The Dubliners hier gegründet und in den frühen 1960er Jahren ihre ersten Konzerte gegeben.
Auch viele andere einflussreiche Musiker spielten in O’Donoghue’s Pub, wie zum Beispiel Christy Moore, The Fureys, Seamus Ennis, Joe Heaney und Phil Lynott.
Im Hauptraum des Pub befindet sich auf einer Seite eine lange Theke und an der Wand gegenüber ein Bord zum Abstellen der Gläser. Die einzigen vorhandenen Sitzgelegenheiten sind eine Eckbank und ein paar Hocker, die am einzigen Tisch des Pub stehen und für die Musiker reserviert sind. Der Fußboden besteht aus unebenen Steinplatten. An den Wänden des Hauptraums hängen zahlreiche Erinnerungsstücke an die Dubliners, wie Fotos, Autogramme, Plakate von Konzerten oder Gemälde der Band.
Daneben gibt es im Pub eine so genannte Lounge, in der es mehr Sitzmöglichkeiten und Tische gibt. Auch hier muss sich der Gast, wie in Pubs üblich, seine Getränke selbst an der Theke holen. Da die Lounge ein eigener abgetrennter Raum ist, kann man zudem die gespielte Livemusik nicht richtig hören.

Musik in O’Donoghue’s Pub

Bemerkenswert ist auch die unübliche Art des Bierausschanks und der Bezahlung. Ist der Pub dicht gefüllt, ist es nahezu unmöglich, zur Theke zu gelangen. In diesem Fall gibt die Person am Ausschank (häufig der Chef selber) die gefüllten Pints in die Menge. Diese werden so lange weitergereicht, bis jemand das Bier (meist Guinness) behält. Der Kunde gibt auf gleichem Weg das Geld zurück in Richtung Theke. Viele Stammkunden schnippen auch einfach die Geldstücke über die Menge zur Theke.
1988 wurde der Pub vom Wirt Oliver Barden übernommen, der die Musiktradition weiterführt. Das Lokal ist mittlerweile eine der Touristenattraktionen von Dublin und in so gut wie jedem Irland-Reiseführer zu finden.